# Pastorano
Pastorano è un comune italiano di 2 871 abitanti della provincia di Caserta in Campania.

## Geografia fisica
Il territorio di Pastorano è prevalentemente pianeggiante, ma parte del comune è situata su un colle. Fa parte dei comuni del comprensorio dei Monti Trebulani.
Il territorio di Pastorano confina a nord con il comune di Giano Vetusto, ad ovest con il comune di Pignataro Maggiore, ad est con i comuni di Camigliano e Vitulazio ed a sud con il comune di Vitulazio.

## Storia
Il territorio comunale pastoranese è collocato in un'area la cui urbanizzazione, cominciata in età preromana, vide ampio sviluppo con i Romani, che strutturarono e organizzarono tutta la fertile pianura dell'agro campano. Nella seconda metà del III secolo una vasta crisi agraria ed economica investì l'intero Impero romano e le regioni meridionali dell'Italia in particolare. La crisi fu aggravata dalla crescente minaccia dei barbari ai confini dell'Impero, i quali ne accelerarono i processi di dissolvimento. Sotto la minaccia delle invasioni barbariche si compì quindi l'atto che consacrò l'involuzione dell'urbanesimo imperiale. Proprio in questo clima si spiega la formazione dell'originario nucleo di Pastorano, piccolo insediamento dedito alla prevalente attività pastorizia, di cui permane forse il segno nello stesso toponimo. Vi confluirono prima dell'anno mille, non solo parte degli abitanti della dissolta Cales, ma anche cittadini della Capua antica, che qui si ritirarono per allontanarsi dai tumulti della loro città.
Stessa origine medioevale hanno le due frazioni di San Secondino, il cui nome deriva da quello del santo, e di Pantuliano, dalla omonima famiglia, anche se studi recenti hanno accertato che il territorio dove sorge Pastorano apparteneva al vasto agro caleno, che comprendeva gli attuali comuni di Sparanise, Francolise, Rocchetta e Croce, Calvi Risorta, Camigliano, Giano Vetusto e Pignataro Maggiore.

### Trattato di Casalanza
Il Trattato di Casalanza fu stipulato a Pastorano il 20 maggio 1815 tra l'esercito austriaco e quello napoletano di Gioacchino Murat, sconfitto nella battaglia di Tolentino. Il trattato, stipulato in casa dei baroni Lanza di Capua, pose fine al decennio napoleonico nel regno, che l'imperatore Francesco I d'Asburgo riconsegnò all'alleato Ferdinando IV di Borbone. La convenzione fu sottoscritta, per i murattiani, da Pietro Colletta, plenipotenziario del generale in capo Michele Carascosa.

## Monumenti e luoghi d'interesse

### Chiesa di San Secondino
Il primitivo impianto della chiesa di San Secondino, risalente alla seconda metà del XII secolo, consisteva in una piccola cappella, detta del Purgatorio, data la presenza di un altarino che sorgeva accanto al dipinto in cui venivano raffigurate le fiamme del Purgatorio con numerose anime purganti con le braccia protese verso il cielo per implorare il perdono dei peccati e l'abbreviazione delle loro pene. La cappella del Purgatorio fu oggetto di vari interventi di rimaneggiamento e di trasformazione, fino ad ottenere l'attuale impianto-chiesa. La data precisa di questa trasformazione è ancora incerta, anche se una stupenda acquasantiera, datata 1513, è stata trafugata 10 anni fa.
Alla parrocchia di San Secondino appartiene anche la cappella di Sant'Anna, prospiciente la via Nazionale Appia, al km 194.500; essa fu fatta erigere nel 1712 in onore della Santa dalla nobile famiglia Lanza, della vicina Capua, sul proprio possedimento e che ancora oggi la apre al culto pubblico. In questa cappella il 27 maggio del 1729 sostò in preghiera papa Benedetto XIII Orsini, che concesse indulgenze plenarie annue ai viandanti che si fossero fermati a pregare in quel sacro luogo il giorno di Sant'Anna, come ricorda una lapide dell'epoca ora conservata in casa Lanza.

### Chiesa di San Pietro Apostolo
L'antica chiesa parrocchiale di San Pietro Apostolo sorge al centro del paese. Le prime notizie storiche relative alla costruzione risalgono al 1583, a seguito della Santa Visita del Mons. Maranta. Non si hanno notizie documentate antecedenti perché i documenti, conservati nella cattedrale di Calvi, andarono distrutti nell'incendio del 1647.
La chiesa si sviluppa in un'unica navata, coperta da una volta a botte lunettata, e termina nell'abside semicircolare. A sinistra dell'ingresso vi è una fonte battesimale del 1548 in granito scolpito, composta da un lavabo quadrato a base circolare poggiante su un pilastro cilindrico, e sulla parete un affresco su intonaco raffigurante san Giovanni Battista che battezza il Cristo (XV o XVI secolo).

### Chiesa di San Giovanni Evangelista
La fondazione della chiesa parrocchiale di San Giovanni Evangelista risale al periodo tardo-gotico. La parte più antica del complesso è l'attuale battistero a sinistra della navata, con ingresso diretto sull'antistante sagrato, sormontato da un'iscrizione in caratteri gotici del tempo, recante la data dell'8 febbraio 1431. La cappella, fatta costruire dall'arcipresbitero capuano don Antonio Adegocie, è dedicata a sant'Antonio Abate.

## Società

### Evoluzione demografica
Abitanti censiti

### Etnie e minoranze straniere
Secondo i dati ISTAT al 1º gennaio 2021 la popolazione straniera residente era di 224 persone e rappresentava il 7.6% della popolazione residente nel territorio del comune. Le nazionalità maggiormente rappresentate in base alla loro percentuale sul totale della popolazione residente erano:
- Romania 59
- India 57
- Albania 46
- Senegal 11
- Ucraina 11

### Feste e tradizioni

#### Fiera agricola
La Fiera, nata nel 2005, rappresenta l'intero comparto agricolo della Terra di Lavoro e in pochi anni è diventata punto di riferimento per rivenditori ed utilizzatori di macchine, attrezzi, servizi e prodotti agroalimentari. Si svolge su di un terreno che unisce due grandi strade, Casilina e Appia, distanti dal casello autostradale A1 di Capua solo 100 m; è allestita con tendostrutture, pagode e aree scoperte. La Fiera si svolge nel periodo primaverile, nell'ultima settimana di aprile.

#### Fiera Cose e Casa
La fiera “Cose e Casa”, dalla sua prima edizione, rappresenta un grande appuntamento dedicato al mondo della casa. Su una superficie espositiva di circa 8000 m², ben 100 espositori, accanto a prodotti di arredo tradizionali, propongono un'ampia panoramica di nuove soluzioni tecnologiche innovative per realizzare una casa “naturale” in grado di produrre energia con notevole risparmio.

## Economia

### Gastronomia
Pastorano è molto conosciuta per la presenza di numerosi caseifici che producono la famosa mozzarella di bufala, per la produzione di ottimo olio di oliva, vino e una particolare tipologia di mele di origine meridionale, detta mela annurca o melannurca.

### Aziende
A Pastorano venne fondata la catena di supermercati Decò, una delle più importanti realtà d'Italia.

## Infrastrutture e trasporti
L'area sud-est è attraversata dalla Casilina e dall'Appia, strade di comunicazione nazionale, dall'Autostrada A1, nonché dalla linea ferroviaria Roma-Napoli (via Cassino) e dalla linea ferroviaria ad alta velocità.

## Amministrazione

### Cronologia dei sindaci
| Periodo | Periodo   | Primo cittadino    | Partito                            | Carica  | Note |
| ------- | --------- | ------------------ | ---------------------------------- | ------- | ---- |
| 1946    | 1956      | Giovanni Cuccaro   | Partito Comunista Italiano         | Sindaco |      |
| 1956    | 1964      | Giuseppe Fusco     | Democrazia Cristiana               | Sindaco |      |
| 1964    | 1969      | Giuseppe Fusco     | Democrazia Cristiana               | Sindaco |      |
| 1969    | 1972      | Francesco Capone   | Democrazia Cristiana               | Sindaco |      |
| 1972    | 1975      | Pietro Rossi       | Partito Comunista Italiano         | Sindaco |      |
| 1975    | 1980      | Pietro Rossi       | Partito Comunista Italiano         | Sindaco |      |
| 1975    | 1980      | Francesco Capone   | Democrazia Cristiana               | Sindaco |      |
| 1980    | 1985      | Giovanni Vendemia  | Partito Socialista Italiano        | Sindaco |      |
| 1985    | 1990      | Vincenzo Capezzuto | Democrazia Cristiana               | Sindaco |      |
| 1990    | 1995      | Danilo D'Onofrio   | Democrazia Cristiana               | Sindaco |      |
| 1995    | 1999      | Arcangelo Cuccaro  | Partito Democratico della Sinistra | Sindaco |      |
| 1999    | 2004      | Arcangelo Cuccaro  | Democratici di Sinistra            | Sindaco |      |
| 2004    | 2007      | Antonio Bonaccio   | Lista civica (Porte Aperte)        | Sindaco |      |
| 2007    | 2012      | Giovanni Diana     | Lista civica (L'Unione)            | Sindaco |      |
| 2012    | 2017      | Giovanni Diana     | Lista civica (PD)                  | Sindaco |      |
| 2017    | 2022      | Vincenzo Russo     | Lista civica (PD)                  | Sindaco |      |
| 2022    | in carica | Vincenzo Russo     | Lista civica (PD)                  | Sindaco |      |